# Županovice (okres Jindřichův Hradec)
Županovice (německy Zoppanz) jsou obec v okrese Jindřichův Hradec v Jihočeském kraji. Žije zde 49 obyvatel.

## Historie
První písemná zmínka o vesnici pochází z roku 1320, kdy je uvedena jako osada s lenním statkem olomouckého biskupství. Na konci 17. století připadla společně s Dešnou panství Police.

## Obyvatelstvo
| Rok            | 1869 | 1880 | 1890 | 1900 | 1910 | 1921 | 1930 | 1950 | 1961 | 1970 | 1980 | 1991 | 2001 | 2011 | 2021 |
| -------------- | ---- | ---- | ---- | ---- | ---- | ---- | ---- | ---- | ---- | ---- | ---- | ---- | ---- | ---- | ---- |
| Počet obyvatel | 125  | 122  | 111  | 104  | 127  | 123  | 121  | 90   | 96   | 91   | 71   | 54   | 42   | 61   | 59   |
| Počet domů     | 29   | 22   | 22   | 20   | 21   | 22   | 22   | 20   | 18   | 18   | 15   | 19   | 18   | 19   | 23   |

## Obecní správa
Mezi lety 1850–1964 byly Županovice obcí v okrese Dačice (1850–1890), posléze v okrese Moravské Budějovice (1850–1890), poté znovu v okrese Dačice (1950) a později v okrese Jindřichův Hradec. Od 14. června 1964 do 29. dubna 1976 patřily jako část obce k Chvalkovicím. Od 30. dubna 1976 do 23. listopadu 1990 patřily jako část obce k Dešné a od 24. listopadu 1990 jsou opět samostatnou obcí.

### Obecní symboly
Znak a vlajka byly obci uděleny rozhodnutím předsedkyně Poslanecké sněmovny Parlamentu České republiky dne 12. července 2023.

## Pamětihodnosti
- Venkovská usedlost čp. 20

## Galerie

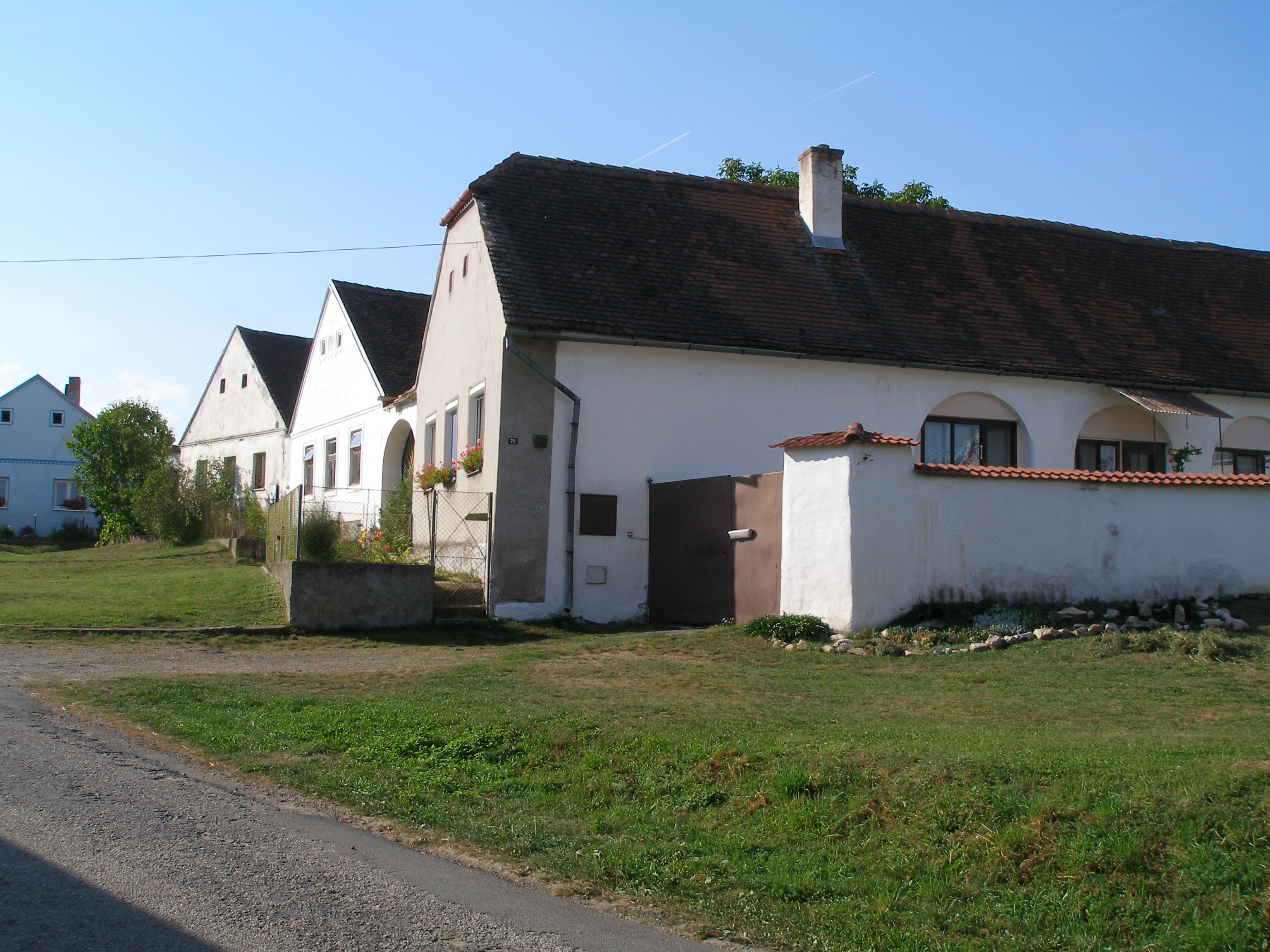
Stavení č. 2
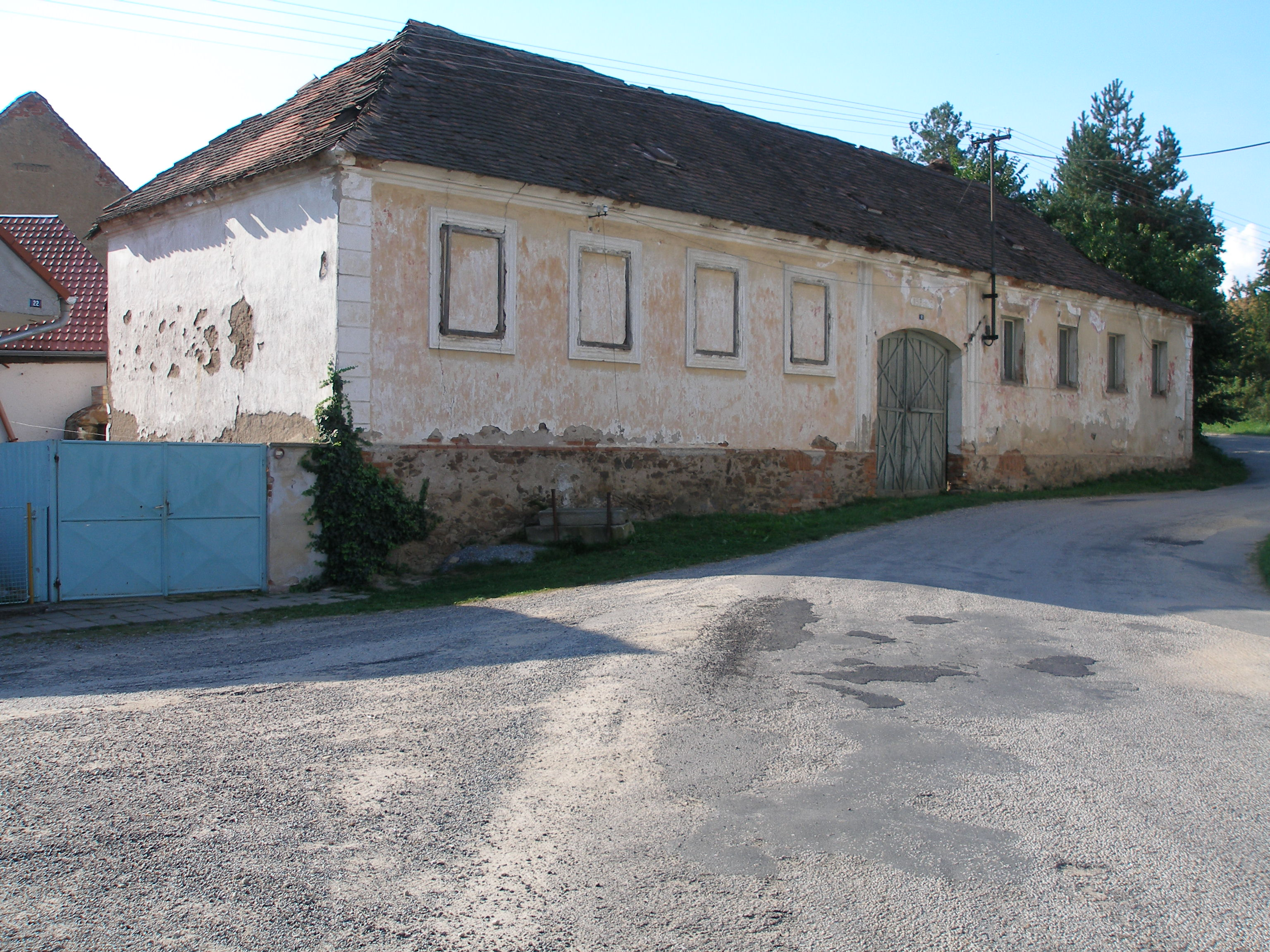
Stavení č.p. 12
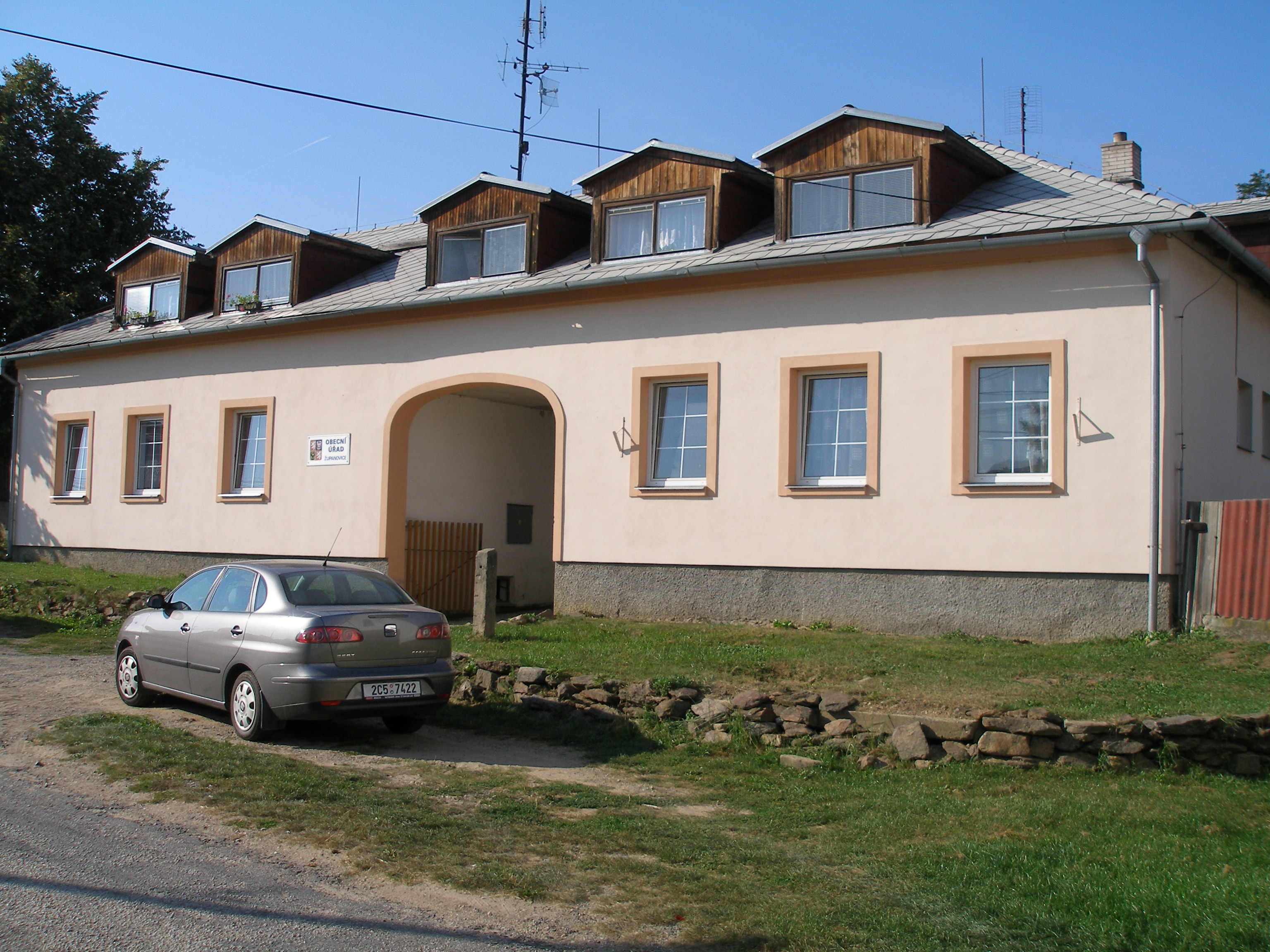
Obecní úřad